# Gold Cobra
Gold Cobra – piąty album studyjny amerykańskiego zespołu muzycznego Limp Bizkit wydany 28 czerwca 2011 roku nakładem Flip Records i Interscope Records. Jest pierwszym od 2000 roku albumem nagranym przez zespół w oryginalnym składzie. Został wyprodukowany przez wokalistę Limp Bizkit, Freda Dursta. Durst zapowiedział nagrywanie albumu i ujawnił jego tytuł w udzielonym w listopadzie 2009 roku ekskluzywnym wywiadzie dla magazynu Kerrang!. 
Wydawnictwo było promowane dwoma singlami: „Shotgun”, wydanym 17 maja 2011 roku i „Gold Cobra”, wydanym 7 czerwca 2011 roku. Do drugiego z nich nakręcono również teledysk, wyreżyserowany przez Freda Dursta. Oprócz wersji podstawowej album ukazał się także w wersji Deluxe Edition, zawierającej cztery dodatkowe utwory. Ostatni z dodatkowych utworów różnił się w zależności od wydania – m.in. w wydaniu europejskim, amerykańskim i australijskim był to „Middle Finger”, nagrany z gościnnym udziałem Paula Walla, z kolei w wydaniu japońskim ostatnim był „Combat Jazz”, w którym gościnnie wystąpił Raekwon.
W pierwszym tygodniu od wydania album sprzedał się w liczbie 27 000 egzemplarzy w Stanach Zjednoczonych i dotarł do 16. miejsca listy przebojów Billboard 200. Płyta osiągnęła przy tym czołowe pozycje na listach w Niemczech (1. miejsce) i w Rosji (3. miejsce), w obu tych krajach uzyskując złoty certyfikat. W Polsce wydawnictwo dotarło do 24. miejsca zestawienia OLiS.

## Lista utworów
Opracowano na podstawie materiału źródłowego.
| Nr  | Tytuł utworu    | Długość |
| --- | --------------- | ------- |
| 1.  | „Introbra”      | 1:20    |
| 2.  | „Bring It Back” | 2:17    |
| 3.  | „Gold Cobra”    | 3:53    |
| 4.  | „Shark Attack”  | 3:26    |
| 5.  | „Get a Life”    | 4:54    |
| 6.  | „Shotgun”       | 4:32    |
| 7.  | „Douche Bag”    | 3:42    |
| 8.  | „Walking Away”  | 4:45    |
| 9.  | „Loser”         | 4:53    |
| 10. | „Autotunage”    | 5:00    |
| 11. | „90.2.10”       | 4:18    |
| 12. | „Why Try”       | 2:51    |
| 13. | „Killer in You” | 3:46    |
|     |                 | 49:37   |

| Utwory dodatkowe – wersja Deluxe Edition; wydanie EU, USA i AUS | Utwory dodatkowe – wersja Deluxe Edition; wydanie EU, USA i AUS | Utwory dodatkowe – wersja Deluxe Edition; wydanie EU, USA i AUS |
| Nr                                                              | Tytuł utworu                                                    | Długość                                                         |
| --------------------------------------------------------------- | --------------------------------------------------------------- | --------------------------------------------------------------- |
| 1.                                                              | „Back Porch”                                                    | 3:22                                                            |
| 2.                                                              | „My Own Cobain”                                                 | 3:43                                                            |
| 3.                                                              | „Angels”                                                        | 3:21                                                            |
| 4.                                                              | „Middle Finger (featuring Paul Wall)”                           | 4:27                                                            |

| Utwory dodatkowe – wersja Deluxe Edition; wydanie JPN | Utwory dodatkowe – wersja Deluxe Edition; wydanie JPN | Utwory dodatkowe – wersja Deluxe Edition; wydanie JPN |
| Nr                                                    | Tytuł utworu                                          | Długość                                               |
| ----------------------------------------------------- | ----------------------------------------------------- | ----------------------------------------------------- |
| 1.                                                    | „Back Porch”                                          | 3:23                                                  |
| 2.                                                    | „My Own Cobain”                                       | 3:41                                                  |
| 3.                                                    | „Angels”                                              | 3:21                                                  |
| 4.                                                    | „Combat Jazz (featuring Raekwon)”                     | 2:38                                                  |

## Twórcy
Opracowano na podstawie materiału źródłowego.
Zespół Limp Bizkit w składzie
- Fred Durst – wokal
- Wes Borland – gitara
- Sam Rivers – gitara basowa
- John Otto – perkusja
- DJ Lethal – turntablizm

Produkcja
- Fred Durst – teksty, produkcja muzyczna, kierownictwo artystyczne, zarządzanie zespołem (management)
- Limp Bizkit – muzyka
- Wes Borland – kierownictwo artystyczne, ilustracje
- Hayes – dodatkowa produkcja muzyczna w utworze „Shotgun”
- Boney B.eats – dodatkowa produkcja muzyczna w utworze „Back Porch”
- Cliff Feiman – nadzór nad produkcja muzyczną
- Howie Weinberg – mastering
- Dave Schiffman – nagrywanie, miksowanie
- Jordan Schur – zarządzanie zespołem (management)
- Cory Durst – fotografie
- Liam Ward – layout
- Susan Hilderley, Todd Douglas – opieka prawna, sprawy biznesowe